# UUCP
UUCP即UNIX间复制协议（Unix to Unix Copy Protocol）的缩写，它同时包括一个电脑程序以及一个协议。UUCP允许在未连上互联网的UNIX主机间远程执行命令以及传送文件、电子邮件或netnews。UUCP包是由多种程序组成，包括uucp、uuxqt（用于远程複製和执行的前端程序）、uucico（通信程序）、uustat（状态查询与控制程序），以及uuname（用于查询主机协议支持的程序）。现在已经很少使用调制解调器来进行通信了，但是有时这个协议仍然在TCP/IP上使用。
在广泛使用互联网全球通信之前，电脑间只能组建非常小型的网络连接或是点对点连接。UUCP允许机器间可以进行类似Fidonet（Fidonet在DOS系统上非常流行，UUCP完全模仿Fidonet）的消息交换。
UUCPNET（UUCP网络）是指通过UUCP连接形成的网络，这只是一个俗称。
UUCP协议也用于在跳（"中继段"）与跳之间转发消息。UUCPNET上中间宿主地址路由被以使用感叹号（或称为"bang"）分隔的形式存为一个列表，这种列表被称为bang路径。举例来说，...!bigsite!foovax!barbox!me这个路径说明有人发信到机器bigsite（可能是一个广为人知的地址），这封信通过机器barbox上的帐号"me"穿越机器foovax到达。
人们有时会使用混合的bang地址，这种地址使用{ }约定（参见glob）来到达多个不同的大型主机，这是希望某个邮件能够被可靠的传送（例如：...!{seismo, ut-sally, ihnp4}!rice!beta!gamma!me）。带有8到10个跳的Bang路径在1981年是少见的。这种路径使得拨号网络上的UUCP连接可能需要一周的传送时间.Bang路径的传送和可靠性需要精心挑选，否则消息将会经常丢失。
Usenet通信最初是运行在UUCPNET上的，并且直到现在bang路径仍然用于Usenet的消息格式的Path段信头。但现在它们只是一个信息标记，该标记用于指明路由选择，这个标记可以用来确定循环回路的发生。通常，电子邮件地址格式已经被SMTP协议中的"@符号"取代了。